# The Surge
『The Surge』（ザ サージ）は、ドイツのDeck13 Interactiveが開発し、フランスのFocus Home Interactiveが販売したPlayStation 4・Xbox One・Microsoft Windows用SFアクションRPG。
本作は『DARK SOULS』シリーズと『ライズオブザロボット』からインスパイアを得ており、Deck13 Interactiveの代表作であるアクションRPG『ロード オブ ザ フォールン』とシステムが似ていることから精神的続編とみなされている。
2019年9月24日には続編となる『The Surge2』が発売された。

## システム
『ロード オブ ザ フォールン』に続き、本作も『DARK SOULS』シリーズに挑んだゲームシステムが導入されており、プレイヤーは強化外骨格を身にまとった男・ウォーレンを操作してゲームを進める。
本作は敵からパーツを四肢（時には頭）ごともぎ取って自分の強化外骨格に取り付ける部位破壊システムと、部位ごとのロックオンという独自システムを導入しており、任意の部位をロックオンにしたままフィニッシュムーブを発動させることにより、その部位のパーツまたはそれを設計するための素材を得ることができる。
集めた素材はメッドベイ（セーブポイントに相当）で自分の強化外骨格の部位の強化に役立てることができる。
装着しているパーツの強さがキャラクターの強さに反映されるため、本作には「ステータスを振る」というシステムが存在しない代わりに、プレイヤーの最大HPやスタミナといった基礎能力の強化にはチップを用いる。
経験値に相当するスクラップを消費することにより、動力源となるコアのレベルを上げてパーツやチップの最大装着可能数を増やすことができるが、死亡してスクラップを手放した場合、制限時間を過ぎると死亡した場所からスクラップが消滅してしまう。

## あらすじ
西暦2080年、世界は資源の浪費によって社会福祉の崩壊と公害病の蔓延に苦しめられていた。
車いす生活を送っていたウォーレンは、神経伝達物質の制御と強化外骨格「エクソ・リグ」の恩恵を得るため、世界的大企業・CREOに入社した。
手術中、電流の渦（The Surge）が発生し、ウォーレンは気絶する。
目を覚ました彼を待ち構えていたのは、死してなおゾンビのように暴れまわる従業員たちと、制御不能に陥った機械の群れだった。

### A Walk in the Park
CREOの工業団地に従業員向け慰労施設「CREOワールド」にて、突然閃光が現れ、従業員やロボットたちが異常をきたして一般客に襲い掛かるという事態が発生した。しかも、救助のため「CREOワールド」に潜入したレスキュー部隊も精神に異常をきたしてしまう。
「CREOワールド」を訪れたウォーレンは、レスキュー隊員の生き残り・ラーゴから事情を聞き、ラーゴの指示に従いながら事態の収拾にあたった。

## 開発
社会・環境面における技術の進化によって人類が退廃するという暗い未来の姿を描いた本作は、『DARKSOULS』や『メタルギアソリッド』といった日本の作品やニール・ブロムカンプの映画、さらにはWETAデジタルのVFX作品などから影響を受けている。
アートディレクターのTimm Schwankをはじめとする本作の開発チームは難易度の高い昔のゲームに親しんでいたことから、本作も高難易度の作品として開発された。
「敵の身体からパーツをもいで自分のものにする」という要素は、開発の初期段階に提案されたものであり、「より多くの選択肢と、より多くの困難な判断を求められる方が面白い」ということで採用された。また、「ハイペースで軽快で直線的なプレイ」という方向性も開発の初期段階で取り入られた。
本作の開発は2015年8月に開始され、2016年3月にはコンセプトアートとプレアルファ・デモ素材がドイツのウェブサイトPC Games Hardware上で公開された。
ゲームエンジンはDeck13 InteractiveのPS4/Xbox One向け自社製エンジン FLEDGEが使われ、開発にはNvidia GameWorksも使われた。
本作が開発・販売双方にとっても大きな成功を得たことから、販売元のFocus Home Interactiveは追加ダウンロードコンテンツの開発を提案し、開発チームはそれを快く引き受け、大型ダウンロードコンテンツである「A Walk in the Park」を開発し、諸事情で初期案の背景設定から削られた部分が取り入れられた。
SchwankはGame Sparkとのインタビューの中で、発売後に寄せられた「敵の種類が少ない」という指摘を認めており、ダウンロードコンテンツ「A Walk in the Park」でその問題点を解消したと述べている。
DLC「A Walk in the Park」は2017年12月6日に配信された。
また、2018年4月17日に配信されたSteam版用DLC「Cutting Edge Pack」には、新しいアーマー3種類と、新しいタイプの敵キャラクター6種類が追加された。
2018年10月2日にはDLC『The Surge: The Good, the Bad, and the Augmented』がSteam向けに配信され、同4日には『善玉、悪玉、改造漢』という邦題でPS4向けに配信された。

### 日本語版
本作のPS4向け日本語版は、2017年11月30日にオーイズミからインターグローブランドで発売された。
Steam版は一時期日本語に対応していたものの削除され、4月17日にDLC「Cutting Edge Pack」が配信されたことに伴い、再び対応した。

## 評価
加重平均レビューサイトであるMetacriticは本作がやや好意的に受け入れられているという評価を下した。
日本のゲーム系ニュースサイトでは「SF版DARK SOULS」といった様々な名前で呼ばれており、IGNの千葉芳樹は本作を「重機ソウル」と呼び、『DEAD SPACE』を思わせるSFホラー要素が本作から独自性を引き出していると評した一方、会話中の指示が曖昧であるため迷いやすい点や、ゲームバランスの悪さやマップ及び敵キャラクターの単調さを指摘した。
AUTOMATONのRyuki Ishiiは、PC版が発売された際、『ロード オブ ザ フォールン』から戦闘システムが改良された点や、『DARK SOULS』よりも雑魚敵の威力が高い分一つ一つの戦闘に緊張感が増した点を評価した一方、武器とフィールドの多様性の低さを指摘した。
4Gamer.netのYamaChanは「前作の『ロード オブ ザ フォールン』がいまいちだったため、本作にもあまり期待していなかったが、予想以上に『DARK SOULS』感に磨きがかかっており、部位破壊システムや強化外骨格といった独自路線を打ち出してうまく取り込めたところは高く評価できる」と述べている。

## 続編
2018年2月8日、本作の続編が2019年の発売に向けて開発の初期段階にあることが明かされた。